# Gaspar del Búfalo
Gaspar del Búfalo (Roma, 6 de enero de 1786 - Ibídem, 28 de diciembre de 1837) fue un religioso y sacerdote italiano, fundador de los Misioneros de la Preciosísima Sangre. Es venerado como santo por la Iglesia Católica, el 21 de octubre.

## Biografía
Sus padres fueron Antonio y Anunciata del Búfalo -le pusieron los nombres de los tres reyes magos pero usaba solo el de Gaspar. Su padre era también de Roma y se ganaba la vida como cocinero en el palacio del Príncipe Alieri. La pareja tuvo dos hijos: Gaspar y Luis.
Al parecer durante su niñez contrajo una grave enfermedad de la que salió librado, según él mismo afirma, por intercesión de san Francisco Javier. Esto motivó que en la congregación que fundaría poco después se venerara a este santo como patrono celestial.
Fue admitido a la tonsura en 1800 y ordenado sacerdote en julio de 1808. El 8 de diciembre de ese año realizaba su ministerio con el Padre Francesco Albertini con quien fundó la Archicofradía de la Preciosa Sangre en la Iglesia de San Nicolás in Carcere, Roma.
Ese mismo año las tropas de Napoleón invadieron Roma y obligaron a los religiosos a prestar juramento de lealtad al militar francés. Gaspar no quiso jurar y respondió a los soldados con una frase ya célebre: "No puedo, no debo, no quiero". Por ello, fue exiliado a Piacenza a unas 250 millas de Roma. Allí volvió a enfermar con un mal que no lo dejaría hasta la muerte. Después fue trasladado a Bolonia y recluido en diversas cárceles hasta 1814 por la caída de Napoleón.
El 15 de agosto de 1815, Gaspar comenzó la Sociedad de la Preciosa Sangre (C.PP.S.). La fundación tuvo lugar en la Iglesia de San Félix en Giano dell'Umbria, una ciudad al norte de Roma. Entre los cofundadores célebres cabe mencionar a los Padres Bonanni, Giampedi y Albertini (que luego fueron ordenados obispos) y Merlini (quien sucedió a Gaspar al frente de la congregación). 
Luego se entregó a una obra misional incansable especialmente entre los masones, los bandidos y delincuentes. 
Cuando murió en 1837, la congregación contaba ya con 15 casas. Fue beatificado en 1904 por el Papa Pío X y canonizado por el Papa Pío XII en 1954. La liturgia católica lo recuerda el 19 de febrero.